# Les Petites-Armoises
Les Petites-Armoises település Franciaországban, Ardennes megyében. Lakosainak száma 59 fő (2022. január 1.). Les Petites-Armoises Belleville-et-Châtillon-sur-Bar, Brieulles-sur-Bar, Sy és Tannay-le-Mont-Dieu községekkel határos.

## Népesség
A település népességének változása:
| Lakosok száma | 91   | 67   | 66   | 63   | 65   | 66   | 63   | 61   | 60   | 59   |
|               | 1968 | 1982 | 1990 | 2006 | 2013 | 2015 | 2017 | 2019 | 2020 | 2022 |